# Церква святого Іллі (Львів)
Церква Святого Пророка Іллі — греко-католицька церква у Львові в місцевості Кривчиці на вулиці Кривчицька дорога, 113. Обставини та дата будівництва докладно не з'ясовані. 
Перед Другою світовою війною була філією греко-католицької парафії Вознесіння Господнього (головний храм — церква Вознесіння Господнього). При церкві діяло Свічкове братство. Після війни належала до Російської православної церкви, а від 1990 року — до Української греко-католицької церкви. При храмі діє вечірня суботня школа, де ведуть заняття греко-католицькі  (УГКЦ) священики.
Храм складається із шестигранної нави, до якої зі сходу примикає прямокутна абсида, із заходу — дещо вищий від абсиди бабинець (збудований 1980 року). З півночі до абсиди і нави прибудована захристія. Нава увінчана мідною банею на невисокому барабані, на бані знаходиться ліхтар. При храмі збудовано окрему плебанію. Поруч також знаходяться поховання Січових Стрільців.

## Археологічні дослідження
Храм відзначається гранчастою формою нави, що незвично для галицької мурованої сакральної архітектури. Це стало причиною детальніших досліджень. У 1992 році Археологічна комісія НТШ на замовлення Регіонального ландшафтного парку «Знесіння» провела розкопки. Було розкрито частину фундаментів на місці стику нави з абсидою. Виявлено наскрізний шов між фундаментами нави і абсиди. У свою чергу нава базується на залишках оборонної руської вежі-донжона романського або ранньоготичного періоду XIII—XIV століть які сягають глибини 3 м. Виявлено залишки оборонного рову з ескарпованим схилом, знайдено залишки зруйнованих поховань. Зовні грані вежі мають ширину 515—525 см тобто 9 хелмінських ліктів (дорівнює 57,6 см), що може вказувати на ймовірний час побудови між 1300—1320 роками.

## Історія будівництва
Базуючись на дослідженні мурів, Микола Бандрівський та Іван Могитич виділяють три будівельних періоди в історії споруди. У першому — це мурована з каменю шестигранна вежа, зведена у XIII або XIV столітті. Ймовірно внаслідок військових дій вежа перестає функціонувати і на другому етапі (приблизно у XVII столітті) її руїни використовуються після перебудови, як каплиця-ротонда. До цього періоду відносяться і перші поховання поблизу. Третій етап пов'язаний із втратою кривчицькою громадою іншої дерев'яної церкви, що стояла неподалік вулиці Личаківської у 1870 році (на її місці було зведено мурований костел, а пізніше, у 1930-х роках — костел Матері Божої Остробрамської). У зв'язку із цим до гранчастої ротонди добудовано абсиду і таким чином утворено повноцінну церкву. Ймовірно тоді храм отримав і нову посвяту — на честь пророка Іллі (фактично посвяту «перенесено» із втраченого храму, що на вулиці Личаківській).
Парафія

## Священники парафії
Протопресвітер доктор о. Олексій Хілінський є Парохом Парафії Святого пророка Іллі, відповідним Декретом Львівської Архієпархії і Митрополії призначений Парохом, терміном на 5 років.
Сотрудником храму був о. Роман Хілінський (10.01.1970—20.06.2021).